# 熊野
| 熊野地方（含舊牟婁郡錦・不含龍神村） |                              |
| 國                                   | 日本                         |
| 地方                                 | 東海地方、近畿地方           |
| 人口                                 | 272,936人 （2010年國勢調査） |
| 面積                                 | 3140.39km²                   |
| 人口密度                             | 86.9人/km²                   |

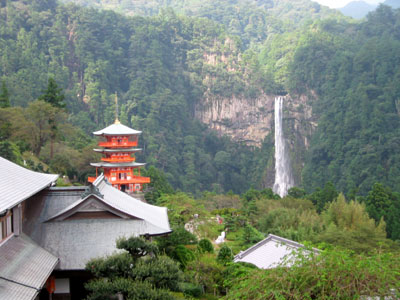
青岸渡寺和那智瀑布（那智勝浦町）

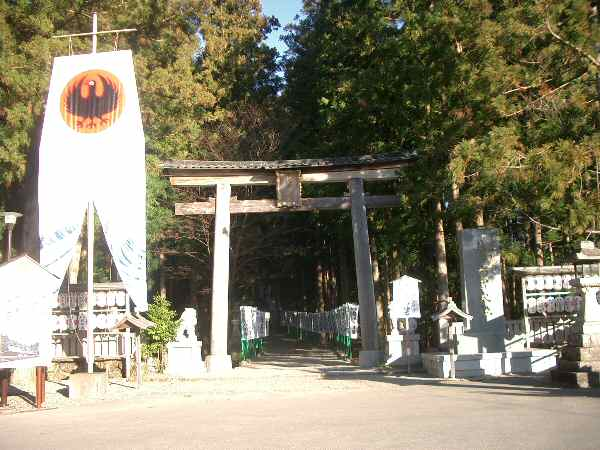
熊野本宮大社（田邊市）

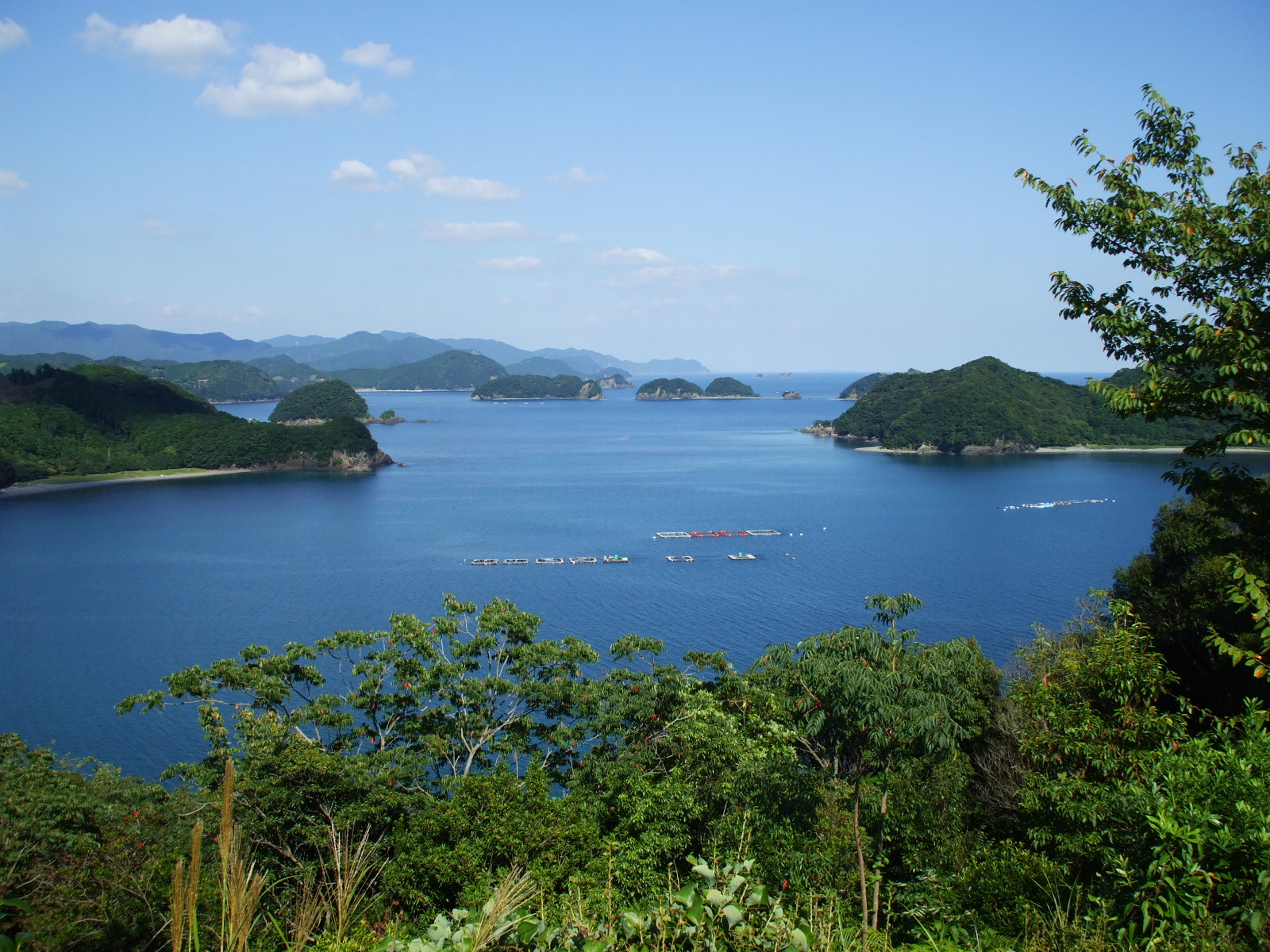
熊野灘（紀北町）

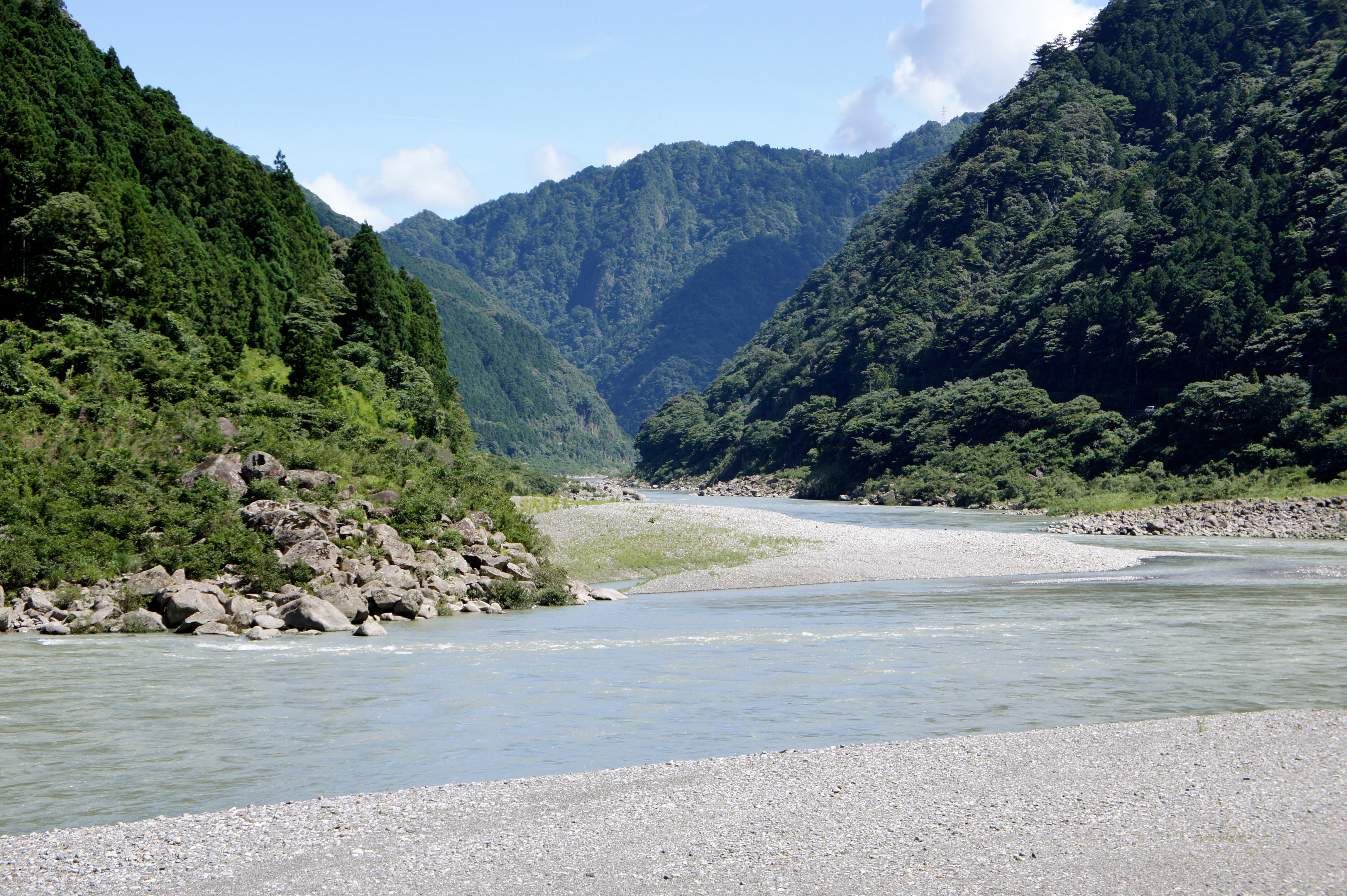
熊野川（新宮市）

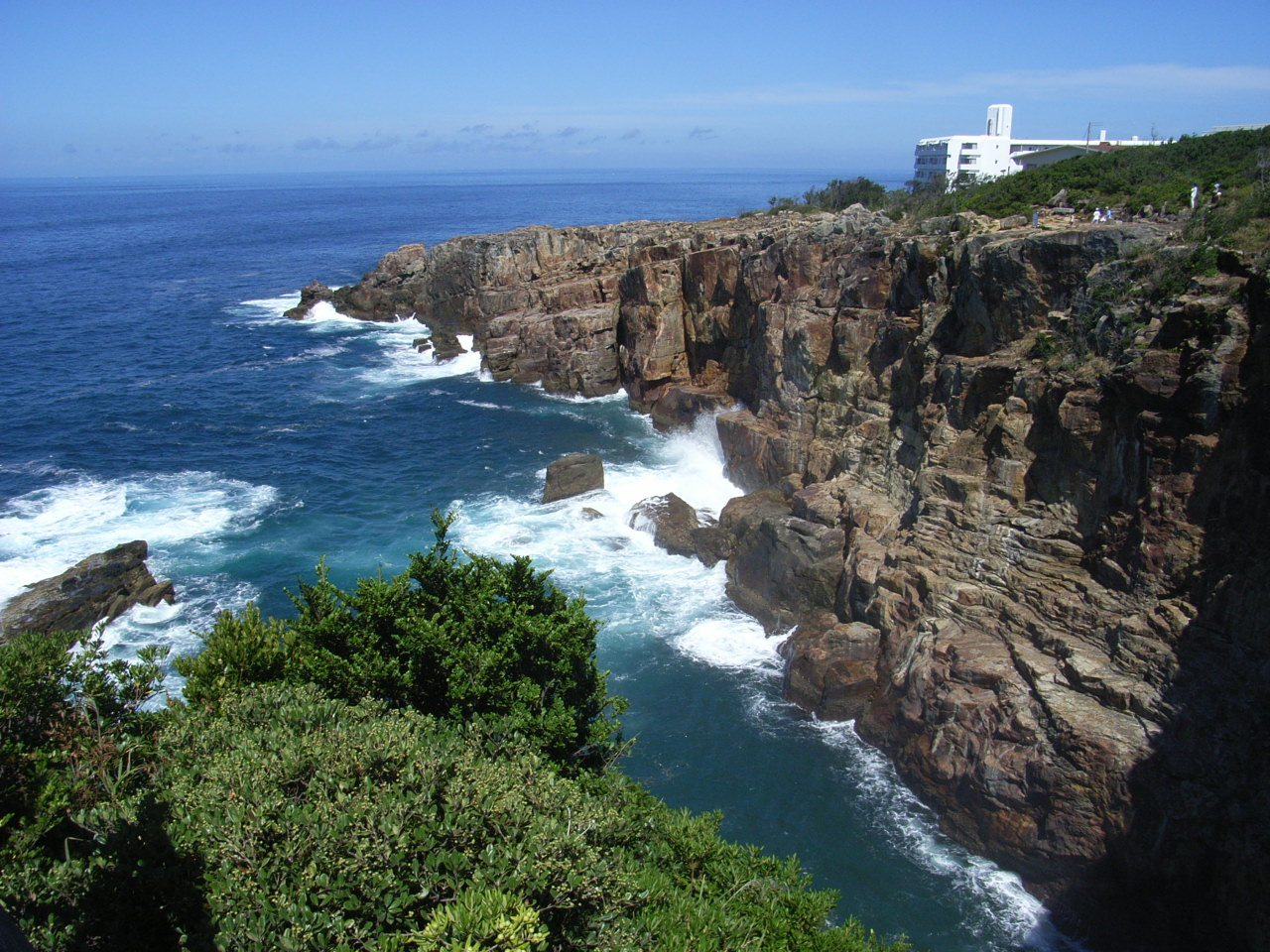
三段壁（白濱町）

熊野（くまの）是日本和歌山縣南部和三重縣南部所構成的地域。紀伊半島南端部。
令制國紀伊國的南部，大概和上古的熊野國一致。

## 範圍

### 舊牟婁郡
近世的牟婁郡，明治以降 (1889年～1933年) 的和歌山縣西牟婁郡・東牟婁郡・三重縣北牟婁郡・南牟婁郡之4郡，就是熊野。現在的市郡，就是由這4郡加上田邊市・新宮市・尾鷲市・熊野市所構成的4市4郡（4市10町1村）。
但是，因為市町村合併，範圍和本來的牟婁郡稍微不同。若按照市郡定義的熊野，會包含舊日高郡龍神村，而不包含舊北牟婁郡錦町。
舊牟婁郡的面積超過3000km²，比佐賀縣還大。但是，人口未滿30萬人，在國政選舉，分屬眾議院小選舉區三重縣第5區和和歌山縣第3區之一部。
舊牟婁郡之市町村
- 三重縣
  - 度會郡大紀町（錦地區）
  - 北牟婁郡紀北町
  - 尾鷲市
  - 熊野市
  - 南牟婁郡御濱町
  - 南牟婁郡紀寶町
- 和歌山縣
  - 新宮市
  - 東牟婁郡那智勝浦町
  - 東牟婁郡太地町
  - 東牟婁郡古座川町
  - 東牟婁郡串本町
  - 東牟婁郡北山村
  - 西牟婁郡周参見町
  - 西牟婁郡白濱町
  - 西牟婁郡上富田町
  - 田邊市（龍神村除外）

## 地域

### 北牟婁地域
- 尾鷲市・北牟婁郡・度會郡大紀町錦

荷坂峠以南、矢之川峠以北的地域，位置在東北。中心都市是尾鷲市。

### 南牟婁地域
- 熊野市・南牟婁郡

矢之川峠以南、熊野川（北山川）以東之地域，中心都市是熊野市。

### 東牟婁地域
- 新宮市・東牟婁郡・田邊市本宮町

熊野川（北山川）以西、大塔山以東之地域，中心都市是新宮市。熊野三山的所在地，是熊野信仰的中心地域。

### 西牟婁地域
- 田邊市（龍神村・本宮町除外）・西牟婁郡

大塔山以西，被稱作口熊野的地域，中心都市是田邊市。南紀白濱空港的所在地。

## 地理

### 主要的山地・山脈
熊野幾乎全域是紀伊山地南部的壯年期山地，號稱「熊野三千六百峰」的群山連綿。
- 台高山脈：尾鷲市・紀北町和奈良縣吉野地域的境界山脈。最高峰是堂倉山（1474m）。
- 熊野山地：尾鷲市南部到那智勝浦町北部的山地。
- 大塔山脈：最高峰大塔山（1122m）為中心的山脈。東牟婁郡和西牟婁郡的境界。
- 果無山脈：西牟婁郡和日高郡的境界山脈。最高峰是冷水山（1262m）。

### 主要的河川
- 熊野川（一級河川）：新宮市・紀寶町・熊野市・田邊市
- 北山川（一級河川/熊野川的支流）：熊野市・北山村

### 主要的海域
- 熊野灘：潮岬到大王崎的廣大海域。
- 熊野浦：七里御濱沿岸的海域。
- 那智灣：那智勝浦町北部的灣。
- 紀州灘：潮岬到日之岬的海域。

### 人文
熊野三山等修驗道的神社位在山中，有熊野古道通過，指定為吉野熊野國立公園，並和「高野山」「吉野・大峯」共同登錄為世界遺産「紀伊山地的靈場和参拜道」。
主要的産業是林業和漁業。串本（串本町）・勝浦（那智勝浦町）・長島（紀北町）的遠洋漁業之外，還有太地（太地町）的捕鯨。

## 交通

### 鐵道
舊牟婁郡只有沿海岸線的鐵道JR紀勢本線，有人車站有紀伊長島車站、尾鷲車站、熊野市車站、新宮車站、紀伊勝浦車站、古座車站、串本車站、周参見車站、白濱車站、紀伊田邊車站的10個車站。

### 高速道路
已開通的自動車専用道路有阪和自動車道（～南紀田邊）、那智勝浦新宮道路（新宮南～那智勝浦）、熊野尾鷲道路（尾鷲南～三木里）、紀勢自動車道（尾鷲北～海山）。另外，紀勢自動車道紀勢大內山～紀伊長島間預定在2012年度開通。以上都是近畿自動車道紀勢線計畫之一部。